# Charadra patafex
Charadra patafex är en fjärilsart som beskrevs av Dyar 1916. Charadra patafex ingår i släktet Charadra och familjen Pantheidae. Inga underarter finns listade i Catalogue of Life.

## Bildgalleri

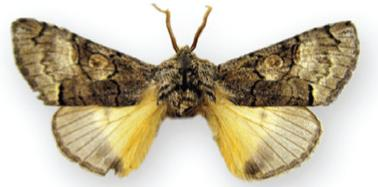